# Nanook River
Der Nanook River ist ein etwa 245 km langer Fluss auf Victoria Island im Norden Kanadas. Nanook hat die Bedeutung „Eisbär“.

## Flusslauf
Der Nanook River hat seinen Ursprung in einem Seengebiet im zentralen Hochland von Victoria Island auf einer Höhe von etwa 300 m. Das Quellgebiet liegt in den Nordwest-Territorien. Der Nanook River fließt anfangs etwa 37 km nach Osten und überquert dabei die Territoriumsgrenze nach Nunavut. Anschließend wendet sich der Nanook River 16 km nach Südosten und danach in Richtung Südsüdost. Bei Flusskilometer 158 trifft der Tuktu River von Südwesten kommend auf den Nanook River. In der Folge fließt der Nanook River nach Osten und erreicht das Südostufer des Namaycush Lake. Diesen verlässt er an dessen nordwestlichen Seeufer und fließt anschließend in nordnordöstlicher Richtung zur Hadley Bay, die sich nach Norden hin zum Viscount Melville Sound öffnet. 25 km oberhalb der Mündung durchquert der Nanook River einen größeren See, in welchen von Osten kommend der Ekatuk River einmündet.

## Einzugsgebiet
Der Nanook River entwässert einen zentralen Teil von Victoria Island. Das schätzungsweise 12.000 km² große Einzugsgebiet des Nanook River grenzt im Osten an die Einzugsgebiete mehrerer namenloser Zuflüsse des M'Clintock Channels, im Süden an das des Paalliryuaq, im Westen an das des Kagloryuak River sowie im Nordwesten an das des Kuujjua River.